# 渡辺史哉
渡辺 史哉（わたなべ ふみや）は、静岡県出身の競技麻雀のプロ雀士。
日本プロ麻雀連盟所属。団体内の段位は三段。

## 獲得タイトル
- 王位(46期)[1]